# 독용산성
독용산성(禿用山城)은 대한민국 경상북도 성주군 가천면에 있는 산성이다. 1995년 1월 14일 경상북도의 기념물 제105호로 지정되었다. 독용산성은 소백산맥의 주봉인 수도산 줄기에 쌓은 해발 955m의 독용산 정상에 위치한 영남 최대 규모의 산성이다.(7.7km 둘레) 다양한 코스로 조성된 등산로를 따라 오르면서 한 폭의 풍경화 같은 성주호와 전경을 시원하게 조망할 수 있는 장소로 성주 10경 중 하나이다.

## 개요
이 성은 가야산의 동북쪽에 위치한 독용산을 중심으로 해발 800m의 능선을 따라 축조된 포곡식 산성이다. 성벽의 둘레는 7.7km에 이르고, 성벽의 높이는 2~3m인데 2/3정도는 붕괴되었다. 성의 시설로는 사방에 4개소의 문지와 동·남에 3개소의 암문지가 있고, 계곡에 1개소의 수구가 남아 있다. 성내에는 객사지, 군기고지, 창고지, 안국사지 등의 건물 터와 4개소의 연못, 2개소의 샘이 남아 있고, 조선 후기에 건립된 4기의 선정비도 남아 있다. 이 성은 성 안에서 채집된 토기편으로 보아 가야시대에 축성된 것으로 추정되지만, 그 후 오랫동안 방치되어 오다가 조선중기에 이르러 크게 중수되었으며, 임진왜란 이후에는 경상도병마절도사에 딸린 병영이 있었다. 해방 전후부터 약 40호의 민가가 마을을 이루고 있었지만, 1960년대에 모두 철거되었다.

## 참고 자료
- 독용산성 - 국가유산청 국가유산포털